# Lepidopa chilensis
Lepidopa chilensis is een tienpotigensoort uit de familie van de Albuneidae. De wetenschappelijke naam van de soort is voor het eerst geldig gepubliceerd in 1902 door Lenz.